# Puig del Faig
El Puig del Faig és una muntanya de 922 metres situada entre els municipis de Maçanet de Cabrenys i la Vajol (Alt Empordà) i la comuna de Morellàs i les Illes (Vallespir), a l'antic terme de les Illes.
És a l'extrem meridional del terme comunal de Morellàs i les Illes, dins de l'antiga comuna de les Illes, a l'extrem nord-oest del terme municipal de la Vajol, i al nord-est del de Maçanet de Cabrenys. És a ponent del Serrat Pelat i al sud-est del Salt de l'Aigua.
En aquest turó, prop del Salt de l'Aigua, hi ha la fita transfronterera número 554, una creu gravada i pintada en una roca inclinada, a la seva cara meridional, a l'esquerra del curs d'aigua, al nord-oest del cim del turó. Del Puig del Faig la línia fronterera va cap al nord-est, en direcció al Pla de la Pastera i al Serrat Pelat, on hi ha les fites 555 i 556, respectivament, totes dues gravades i pintades en roques verticals, la primera encarada a migdia i la segona, a orient.